# Osmansko-benátská válka (1570–1573)
Čtvrtá osmansko-benátská válka, známá také jako válka o Kypr (italsky Guerra di Cipro), probíhala v letech 1570 až 1573. Byla vedena mezi Osmanskou říší a Benátskou republikou, k níž se připojila Svatá liga, koalice křesťanských států vytvořená pod záštitou papeže, do níž patřilo Španělsko (s Neapolí a Sicílií), Janovská republika, Savojské vévodství, maltézští rytíři, Toskánské velkovévodství a další italské státy.
Válka, předznamenávající epizodu vlády sultána Selima II. začala osmanským vpádem na Benátkou republikou držený ostrov Kypr. V krátké době se osmanská armáda díky značné přesile zmocnila hlavního města Nikósie a několika dalších měst. Benátčanům zůstala pouze Famagusta na východním pobřeží. Křesťanské posily se opozdily a Famagusta nakonec padla v srpnu 1571 po jedenáctiměsíčním obléhání. O dva měsíce později v bitvě u Lepanta zničilo spojené křesťanské loďstvo osmanskou flotilu, ale nedokázalo tohoto vítězství využít. Osmané rychle obnovili své námořní síly a Benátky byly nuceny vyjednat separátní mír, postoupit Osmanům Kypr a zaplatit tribut ve výši 300 000 dukátů.

## Pozadí
Velký a bohatý ostrov Kypr byl od roku 1489 pod benátskou nadvládou. Spolu s Krétou patřil k hlavním zámořským majetkům republiky a počet původních řeckých obyvatel se v polovině 16. století odhadoval na 160 000. Kromě své polohy, která umožňovala kontrolu levantského obchodu, měl ostrov výnosnou produkci bavlny a cukru. Aby Benátčané ochránili svou nejvzdálenější kolonii, platili egyptským mamlúckým sultánům roční tribut ve výši 8 000 dukátů a po dobytí Osmanskou říší v roce 1517 byla dohoda s osmanskou Portou obnovena. Nicméně strategická poloha ostrova ve východním Středomoří, mezi osmanským srdcem Anatolií a nově získanými provinciemi Levanty a Egypta, z něj činila lákavý cíl budoucí osmanské expanze. Navíc ochrana, kterou místní benátské úřady poskytovaly korzárům, kteří obtěžovali osmanskou lodní dopravu včetně muslimských poutníků do Mekky, osmanské vedení popuzovala.

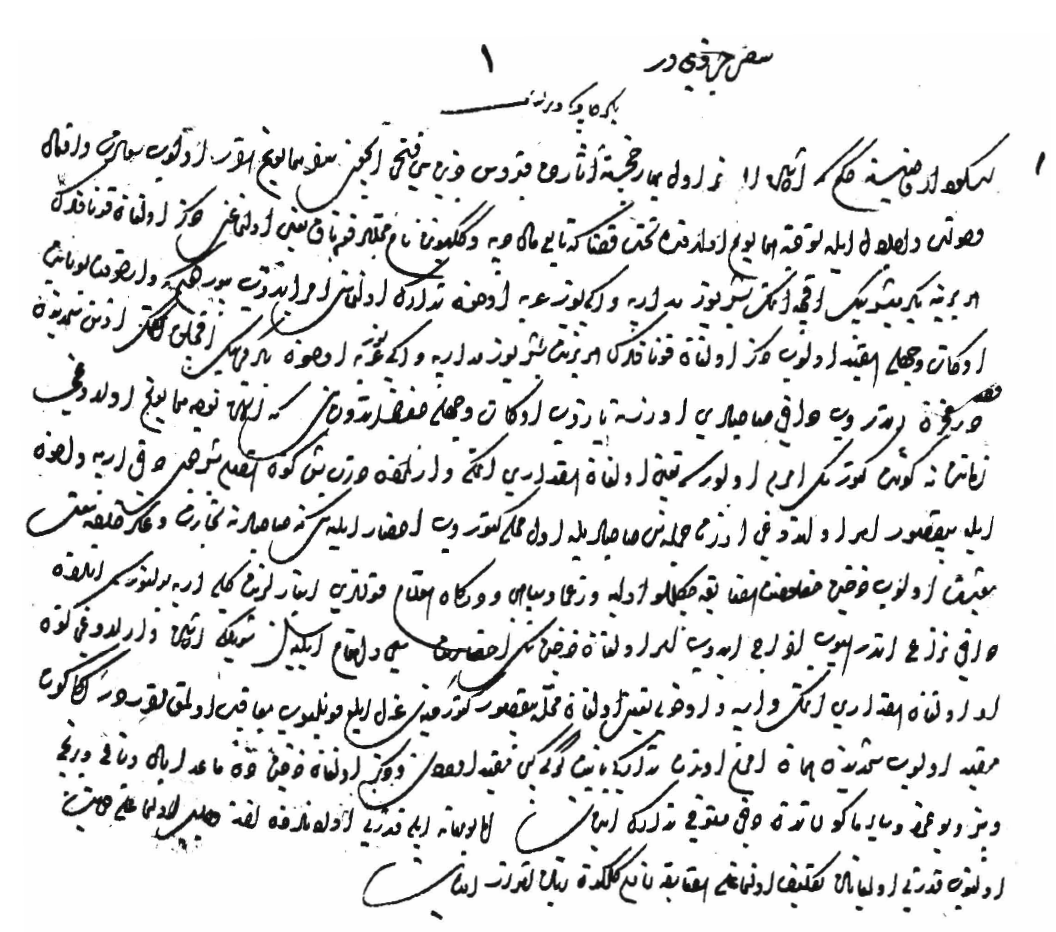
Rozhodnutí Divanu adresované kadímu z Uskudaru o přídělech před vypuknutím války.

Po ukončení vleklé války s Habsburky v Uhrách v roce 1568 mohli Osmané obrátit svou pozornost ke Kypru. Sultán Selim II. již před svým nástupem v roce 1566 stanovil dobytí ostrova jako svou hlavní prioritu, přičemž osmanskou pomoc povstání Morisků proti Španělsku a útoky proti portugalským aktivitám v Indickém oceánu odsunul na druhou kolej. Není divu, že u panovníka přezdívaného "Sot" přisuzovala lidová legenda toto odhodlání jeho lásce ke kyperským vínům, ale hlavním politickým strůjcem konfliktu byl podle dobových zpráv Joseph Nasi, portugalský Žid, který se stal sultánovým blízkým přítelem a který byl již při Selimově nástupu jmenován do funkce vévody z Naxu. Nasi choval vůči Benátkám nelibost a doufal, že po jejich dobytí bude sám jmenován králem Kypru – nechal si již za tímto účelem zhotovit korunu a královský prapor.
Navzdory existující mírové smlouvě s Benátkami, obnovené teprve v roce 1567, a opozici mírové strany kolem velkovezíra Mehmeda Pašy Sokoloviće, zvítězila na osmanském dvoře válečná strana. Byl zajištěn příznivý právní posudek šejka ul-islámu, který prohlásil, že porušení smlouvy bylo oprávněné, protože Kypr byl "bývalou zemí islámu" (krátce v 7. století) a musel být znovu dobyt. Peníze na kampaň byly získány konfiskací a odprodejem klášterů a kostelů řecké pravoslavné církve. Velitelem pozemních sil výpravy byl jmenován sultánův starý učitel Lala Mustafa Paša. Kapudánem Paša byl jmenován Muezzinzádé Alí Paša, který byl v námořních záležitostech naprosto nezkušený, a tak mu byl jako hlavní pobočník přidělen schopný a zkušený Pijali Paša.
Na benátské straně byly osmanské záměry jasné a útok na Kypr se očekával již delší dobu. Válečné strašení vypuklo v letech 1564–1565, kdy Osmané nakonec vypluli na Maltu, a znepokojení znovu vzrostlo na přelomu let 1567 a 1568, kdy se ukázal rozsah osmanské námořní výstavby. Benátské úřady byly ještě více znepokojeny, když v září 1568 navštívila Kypr osmanská flotila s Nasim v závěsu, což byla údajně návštěva z dobré vůle, ale ve skutečnosti šlo o špatně utajený pokus o špionáž obrany ostrova. Obrana Kypru, Kréty, Korfu a dalších benátských držav byla v 60. letech 15. století modernizována s využitím služeb známého vojenského inženýra Sforzy Pallaviciniho. Byly zvětšeny jejich posádky a izolované državy na Krétě a Kypru se snažily zvýšit soběstačnost výstavbou sléváren a mlýnů na střelný prach. Bylo však všeobecně známo, že Kypr se bez pomoci dlouho neudrží. Jeho exponovaná a izolovaná poloha daleko od Benátek, obklopená osmanským územím, ho stavěla do "vlčí tlamy", jak napsal jeden současný historik. Nedostatek zásob a dokonce i střelného prachu nakonec sehrál rozhodující roli při pádu benátských pevností do rukou Osmanů. Benátky se také nemohly spolehnout na pomoc hlavní křesťanské mocnosti ve Středomoří, habsburského Španělska, které bylo zapleteno do potlačování nizozemského povstání a domácího boje proti moriskům. Dalším problémem pro Benátky byl postoj obyvatel ostrova. Tvrdé zacházení a represivní zdanění místního pravoslavného řeckého obyvatelstva ze strany katolických Benátčanů vyvolávalo velkou nelibost, takže jeho sympatie obecně ležely na straně Osmanů.
Počátkem roku 1570 přesvědčily osmanské přípravy a varování, které vyslal benátský bailo v Konstantinopoli Marco Antonio Barbaro, signorii, že válka je nevyhnutelná. Na Krétu a Kypr byly urychleně poslány posily a peníze. V březnu 1570 byl do Benátek vyslán osmanský vyslanec s ultimátem, které požadovalo okamžité odstoupení Kypru. Ačkoli se v benátské Signorii ozvaly hlasy, které se vyslovily pro odstoupení ostrova výměnou za půdu v Dalmácii a další obchodní privilegia, naděje na pomoc ostatních křesťanských států ztužila odhodlání republiky a ultimátum bylo kategoricky odmítnuto.

## Osmanské dobývání Kypru

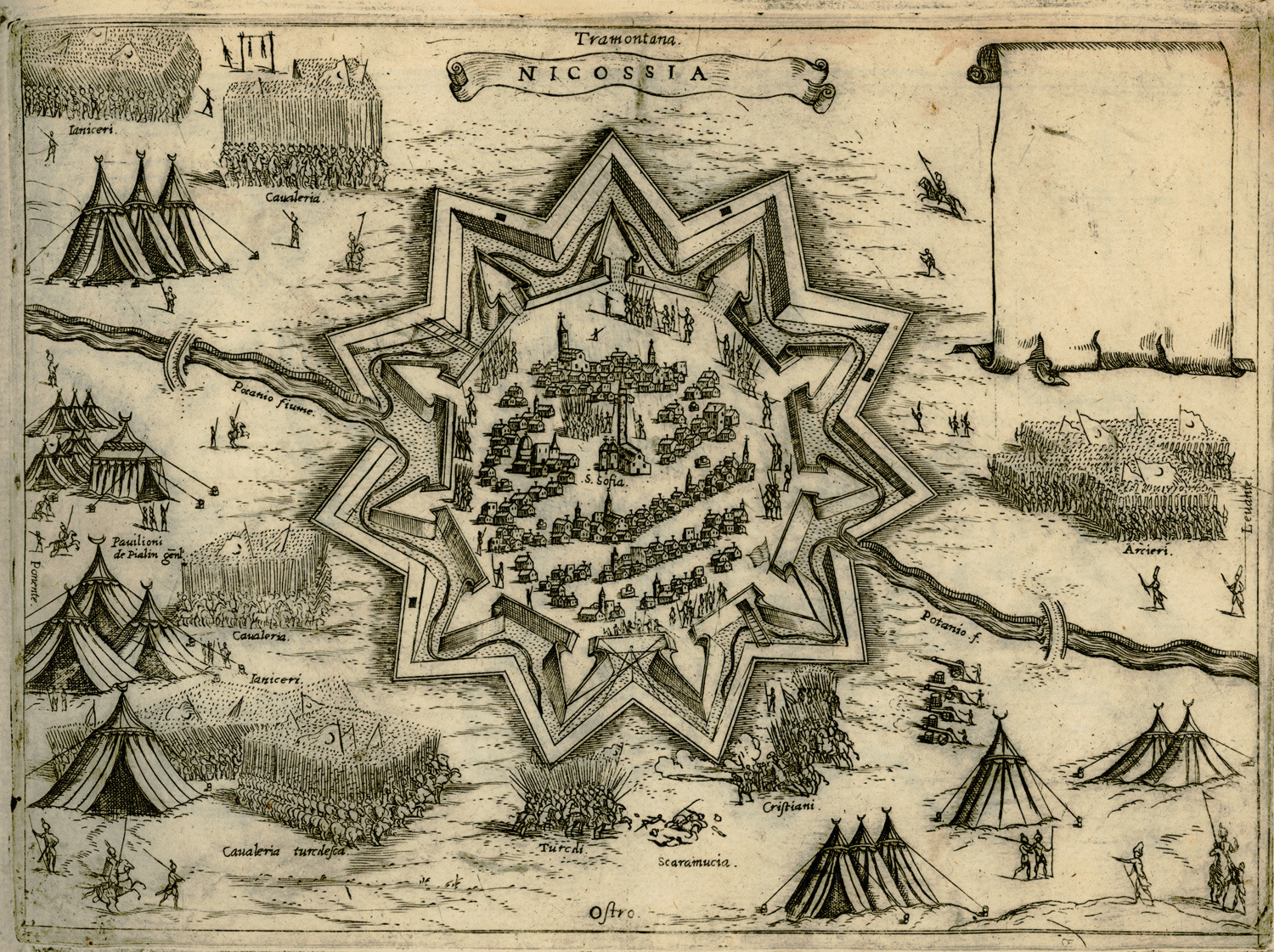
Mapa obléhání Nikósie, autor Giovanni Camoccio, 1574

27. června se invazní síly, čítající asi 350–400 lodí a 60 000–100 000 mužů, vydaly na Kypr. Dne 3. července se bez odporu vylodila v Salines u Larnaky na jižním pobřeží ostrova a vyrazila směrem k hlavnímu městu Nikósii. Benátčané zvažovali, že se vylodění postaví, ale vzhledem k přesile osmanského dělostřelectva a skutečnosti, že porážka by znamenala zničení obranných sil ostrova, bylo rozhodnuto stáhnout se do pevností a vydržet, dokud nedorazí posily. Obléhání Nikósie začalo 22. července a trvalo sedm týdnů, až do 9. září. Nově postavené hradby z navezené hlíny dobře odolávaly osmanskému bombardování. Osmané pod vedením Lala Mustafy Paši kopali zákopy směrem k hradbám a postupně zasypávali okolní příkopy, zatímco práci sapérů kryly neustálé salvy z arkebuz. Nakonec se po 45 dnech obléhání, 9. září, podařilo 15. útoku prolomit hradby poté, co obránci vyčerpali svou munici. Následoval masakr 20 000 obyvatel města. Dokonce i městská prasata, která muslimové považovali za nečistá, byla zabita a ušetřeny byly pouze ženy a chlapci, kteří byli zajati, aby byli prodáni jako otroci. Kombinovaná křesťanská flotila o 200 plavidlech složená z benátské (pod velením Girolama Zaneho), papežské (pod velením Marcantonia Colonny) a neapolsko-janovsko-španělské (pod velením Giovanniho Andrey Dorii) eskadry, která se koncem srpna opožděně shromáždila na Krétě a plula ke Kypru, se po zprávě o pádu Nikósie obrátila zpět.

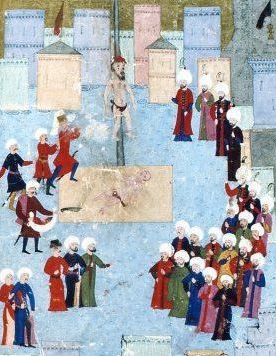
Marco Antonio Bragadin, benátský velitel Famagusty, byl po dobytí města Osmany krutě zavražděn.

Po pádu Nikósie se bez odporu vzdala pevnost Kyrenia na severu a 15. září se turecká jízda objevila před poslední benátskou pevností Famagustou. V této chvíli již celkové benátské ztráty (včetně místního obyvatelstva) odhadovali současníci na 56 000 mrtvých nebo zajatých. Benátští obránci Famagusty čítali asi 8 500 mužů s 90 dělostřelci a velel jim Marco Antonio Bragadin. Vydrželi 11 měsíců proti síle, která měla čítat 200 000 mužů se 145 děly, což papeži poskytlo čas potřebný k sestavení protiosmanské ligy ze zdráhajících se evropských křesťanských států. 1. září Osmané postavili svá děla a v následujících měsících vykopali kolem pevnosti obrovskou síť křížících se zákopů v hloubce tří mil, které poskytovaly úkryt osmanským vojskům. Jakmile se obléhací zákopy přiblížily k pevnosti a dostaly se na dostřel dělostřeleckého ostřelování hradeb, bylo postaveno deset pevnůstek ze dřeva a navezené hlíny a balíků bavlny. Osmanům však chyběla námořní síla, aby mohli město zcela zablokovat i z moře, a Benátčané jej mohli zásobovat a přivážet posily. Poté, co zpráva o takovém zásobování v lednu dorazila k sultánovi, odvolal Pijale pašu a ponechal Lala Mustafu samotného v čele obléhání. ve stejné době ztroskotala iniciativa Sokollu Mehmeda paši na dosažení separátního míru s Benátkami. Velkovezír nabídl, že postoupí obchodní stanici ve Famagustě, pokud se republika vzdá ostrova, ale Benátčané, povzbuzeni nedávným dobytím Drači v Albánii a probíhajícími jednáními o vytvoření Křesťanské ligy (viz níže), odmítli. 12. května 1571 tak začalo intenzivní bombardování opevnění Famagusty a 1. srpna se posádka s vyčerpanou municí a zásobami vzdala města. Obléhání Famagusty stálo Osmanskou říši přibližně 50 000 obětí. Osmané dovolili křesťanským obyvatelům a přeživším benátským vojákům opustit Famagustu v klidu, ale když se Lala Mustafa dozvěděl, že během obléhání bylo zabito několik muslimských zajatců, nechal Bragadina zmrzačit a zaživa stáhnout z kůže, zatímco jeho společníci byli popraveni. Bragadinova kůže byla poté vystavena na ostrově a poslána do Konstantinopole.

## Svatá liga

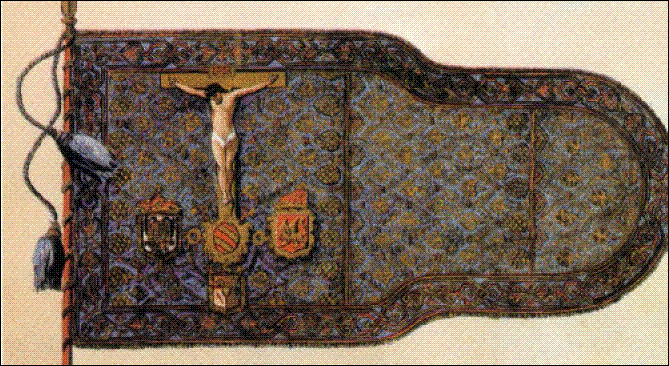
Prapor Svaté ligy, který Jan Rakouský vyvěsil na své vlajkové lodi Real.

Zatímco osmanská armáda táhla na Kypr, Benátky se snažily najít spojence. Císař Svaté říše římské, který právě uzavřel mír s Osmanskou říší, jej nechtěl porušit. Francie měla tradičně přátelské vztahy s Osmanskou říší a nepřátelské vztahy se Španěly a Poláci měli problémy s Moskvou. Španělští Habsburkové, největší křesťanská mocnost ve Středomoří, neměli zpočátku zájem republice pomáhat a s nelibostí nesli, že jim Benátky odmítly poslat pomoc při obléhání Malty v roce 1565. Navíc chtěl španělský král Filip II. soustředit své síly proti barbarským státům v severní Africe. Španělská neochota angažovat se na straně republiky spolu s Dorijovou neochotou ohrozit své loďstvo již v roce 1570 katastrofálně zdržely společné námořní úsilí. Nicméně za energického zprostředkování papeže Pia V. bylo 15. května 1571 uzavřeno spojenectví proti Osmanům, "Svatá liga", která stanovila sestavení flotily o 200 galérách, 100 zásobovacích plavidlech a síle 50 000 mužů. Aby si smlouva zajistila španělský souhlas, obsahovala také benátský příslib pomoci Španělsku v severní Africe.
Podle podmínek nového spojenectví se koncem léta v Messině shromáždilo křesťanské loďstvo pod velením dona Jana Rakouského, který dorazil 23. srpna. V té době však již Famagusta padla a jakákoli snaha o záchranu Kypru postrádala smysl. Než se don Jan vydal na východ, musel se vypořádat se vzájemnou nedůvěrou a nepřátelstvím mezi jednotlivými kontingenty, zejména mezi Benátčany a Janovem. Španělský admirál řešil problém tak, že jednotlivé kontingenty rozdělil a smísil lodě z různých států. Doria převzal velení pravého křídla, Don Juan si ponechal střed, Benátčan Agostino Barbarigo dostal levé a Španěl Alvaro de Bazan zálohu. Spojenecká flotila, aniž by věděla o osudu Famagusty, opustila 16. září Messinu a o deset dní později dorazila na Korfu, kde se dozvěděla o osmanském vítězství. Osmanská flotila, které velel Muezzinzádé Alí Paša, zakotvila u Lepanta (Nafpaktos), poblíž vstupu do Korintského zálivu.

## Bitva u Lepanta

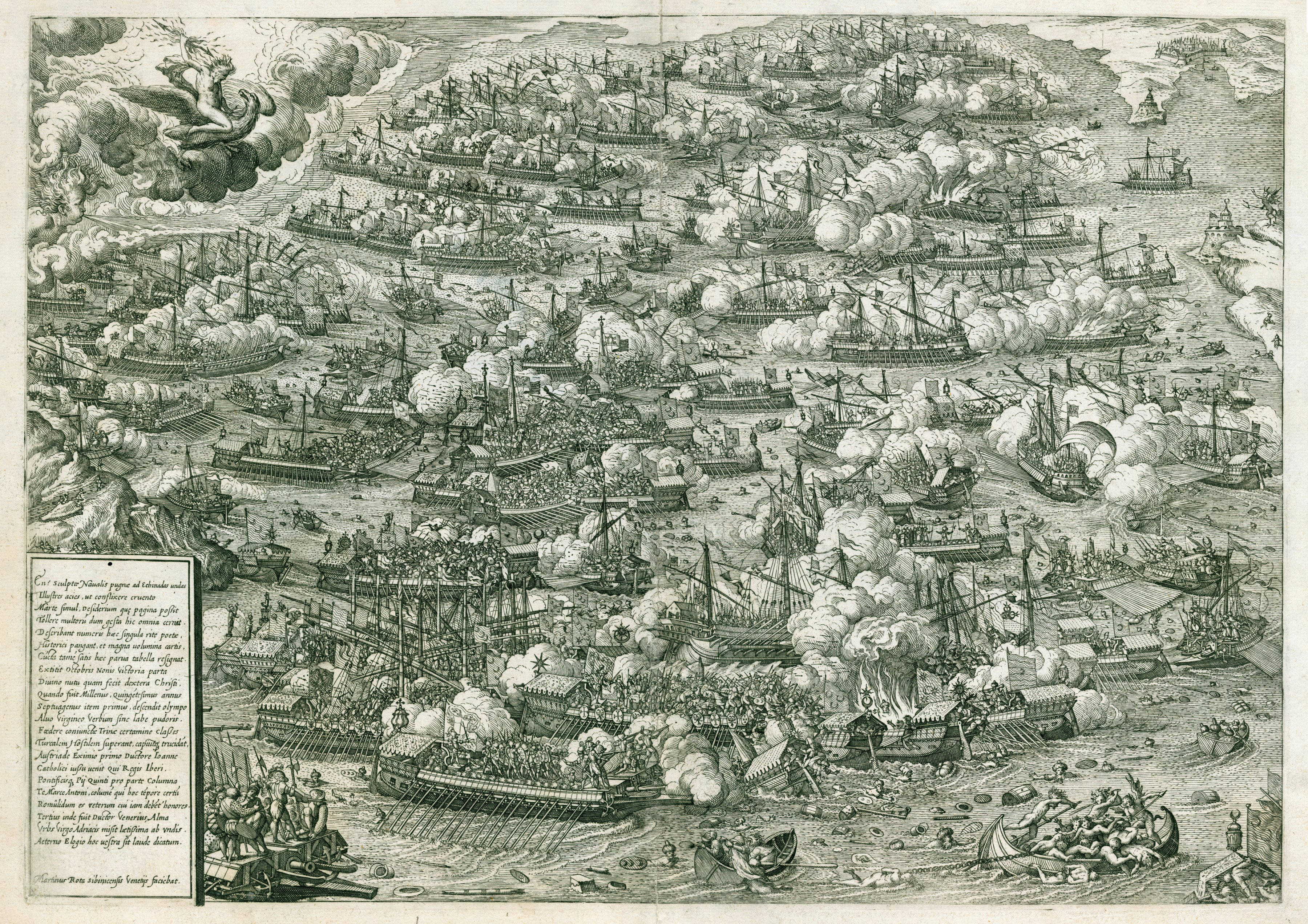
Bitva u Lepanta 1571, od Martina Roty.

Obě strany usilovaly o rozhodující střetnutí, pro které podle některých odhadů shromáždily 70 až 90 procent všech galér, které v té době ve Středomoří existovaly. Flotily byly zhruba vyrovnané: osmanská flotila byla větší, měla 278 lodí oproti 212 křesťanským, ale křesťanské lodě byly pevnější; obě flotily vezly přibližně 30 000 vojáků, zatímco osmanská flotila měla 50 000 námořníků a veslařů a křesťanská flotila 20 000 námořníků a veslařů, a zatímco křesťané měli dvakrát více děl, Osmané to kompenzovali velkým a kvalifikovaným sborem lučištníků. Dne 7. října se obě flotily utkaly v bitvě u Lepanta, která skončila drtivým vítězstvím křesťanské flotily, zatímco osmanská flotila byla fakticky zničena a kromě asi 12 000 osvobozených křesťanských otroků na galérách ztratila asi 25 000–35 000 mužů. Samotná bitva se v obecném povědomí stala jedním z rozhodujících bodů obratu v dlouhém osmansko-křesťanském boji, neboť ukončila osmanskou námořní hegemonii, která se prosadila po bitvě u Prevezy v roce 1538. Její bezprostřední výsledky však byly minimální: krutá zima, která následovala, znemožnila jakékoli útočné akce ze strany Svaté ligy, zatímco Osmané využili oddechu ke spěšnému obnovení svých námořních sil. Ve stejné době utrpěly Benátky ztráty v Dalmácii, kde Osmané zaútočili na benátská panství: ostrov Hvar byl napaden osmanskou flotilou, přičemž turecká vojska vypálila města Hvar, Stari Grad a Vrboska.
Strategickou situaci po Lepantu později názorně shrnul osmanský velkovezír benátskému bailovi: "Křesťané mi opěvovali vousy [míněno loďstvo], ale já jsem jim usekl ruku. Vousy mi dorostou. Ruka [myšleno Kypr], nenaroste." Navzdory odvážnému prohlášení velkovezíra však byly škody, které utrpělo osmanské loďstvo, ochromující – ani ne tak v počtu ztracených lodí, ale v téměř úplné ztrátě zkušených důstojníků, námořníků a techniků. Benátčané a Španělé si dobře uvědomovali, jak těžké by bylo takové muže nahradit, a proto v následujícím roce popravili ty odborníky, které zajali. Navíc navzdory omezenému strategickému dopadu spojeneckého vítězství by osmanské vítězství u Lepanta mělo mnohem závažnější důsledky: znamenalo by faktický zánik křesťanských námořních kádrů a umožnilo by osmanské flotile libovolně se pohybovat po Středozemním moři, což by mělo neblahé důsledky pro Maltu, Krétu a možná i Baleáry nebo samotné Benátky. Nakonec Lepanto spolu s osmanským neúspěchem u Malty o šest let dříve potvrdilo faktické rozdělení Středomoří, kdy východní polovina byla pod pevnou osmanskou kontrolou a západní pod Habsburky a jejich italskými spojenci.
Následujícího roku, kdy spojenecká křesťanská flotila obnovila své operace, čelila obnovenému osmanskému námořnictvu čítajícímu 200 lodí pod vedením Kiliče Ali Paši. Španělský kontingent pod vedením Dona Jana dorazil do Jónského moře až v září, což znamenalo, že Osmané měli po určitou dobu početní převahu, ale osmanský velitel si byl dobře vědom podřadnosti svého loďstva, narychlo postaveného ze zeleného dřeva a obsazeného nezkušenými posádkami. Proto se v srpnu aktivně vyhýbal střetu se spojeneckou flotilou a nakonec zamířil do bezpečí pevnosti Modon. Příjezd španělské eskadry čítající 55 lodí vyrovnal početní stav na obou stranách a otevřel příležitost k rozhodujícímu úderu, ale třenice mezi křesťanskými vůdci a neochota dona Jana tuto příležitost promarnily.
Rozdílné zájmy členů Ligy se začaly projevovat a spojenectví se začalo rozpadat. V roce 1573 flotila Svaté ligy vůbec neodplouvala; místo toho Don Jan zaútočil na Tunis a dobyl jej, aby jej v roce 1574 opět dobyli Osmané. Benátky se obávaly ztráty svých dalmatských držav a možného vpádu do Friuli, a v touze snížit své ztráty a obnovit obchod s Osmanskou říší zahájila jednostranná jednání s Portou.

## Mírové urovnání a následky
Jednání za Benátky vedl mimořádný vyslanec Andrea Biagio Badoer. Vzhledem k tomu, že republika nebyla schopna získat Kypr zpět, výsledná smlouva podepsaná 7. března 1573 potvrdila nový stav věcí: Kypr se stal osmanskou provincií a Benátky zaplatily odškodné ve výši 300 000 dukátů. Hranice mezi oběma mocnostmi v Dalmácii byla navíc pozměněna tureckou okupací malých, ale důležitých částí vnitrozemí, které zahrnovaly nejúrodnější zemědělské oblasti v blízkosti měst, což mělo nepříznivý dopad na hospodářství benátských měst v Dalmácii.
Mír mezi oběma státy trval až do roku 1645, kdy vypukla dlouhá válka o Krétu. Samotný Kypr zůstal pod osmanskou nadvládou až do roku 1878, kdy byl postoupen Velké Británii jako protektorát. Osmanská svrchovanost trvala až do vypuknutí první světové války, kdy byl ostrov anektován Velkou Británií a v roce 1925 se stal korunní kolonií.